# Nelly Chepchirchir
Nelly Chepchirchir (4 giugno 2003) è una mezzofondista keniana.

## Progressione

### 800 metri piani
| Stagione | Misura  | Luogo    | Data      | Rank. Mond. |
| -------- | ------- | -------- | --------- | ----------- |
| 2024     | 1'58"98 | Nairobi  | 20-4-2024 |             |
| 2023     | 1'58"23 | Grosseto | 27-5-2023 |             |
| 2022     | 2'01"42 | Cali     | 3-2-2022  |             |
| 2021     | 2'06"28 | Nairobi  | 3-7-2021  |             |
| 2019     | 2'05"13 | Abidjan  | 19-4-2019 |             |

### 1500 metri piani
| Stagione | Misura  | Luogo   | Data      | Rank. Mond. |
| -------- | ------- | ------- | --------- | ----------- |
| 2024     | 4'01"19 | Doha    | 10-5-2024 |             |
| 2023     | 3'56"72 | Xiamen  | 2-9-2023  |             |
| 2022     | 4'11"91 | Nairobi | 5-3-2022  |             |

## Palmarès
| Anno | Manifestazione          | Sede     | Evento       | Risultato  | Prestazione | Note  |
| ---- | ----------------------- | -------- | ------------ | ---------- | ----------- | ----- |
| 2019 | Campionati africani U18 | Abidjan  | 800 m piani  | Bronzo     | 2'07"90     |       |
| 2022 | Mondiali U20            | Cali     | 800 m piani  | 4ª         | 2'01"42     | [ 1 ] |
| 2023 | Mondiali                | Budapest | 1500 m piani | 5ª         | 3'57"90     | [ 2 ] |
| 2023 | Mondiali su strada      | Riga     | Miglio       | 4ª         | 4'31"18     | [ 3 ] |
| 2024 | Giochi olimpici         | Parigi   | 1500 m piani | Semifinale | 4'03"24     |       |

## Altre competizioni internazionali
2023
- Argento al Xiamen Diamond League ( Xiamen), 1500 m piani - 3'56"72
- Bronzo al Memorial Van Damme ( Bruxelles), 1500 m piani - 3'56"93
- Argento al BOclassic ( Bolzano), 15'33"

2024
- 5ª al Golden Gala ( Roma), 1500 m piani - 3'56"14
- 5ª al Memorial Van Damme ( Bruxelles), 1500 m piani - 3'58"05
- Bronzo al Doha Diamond League ( Doha), 1500 m piani - 4'01"19

2025
- Oro al Doha Diamond League ( Doha), 1500 m piani - 4'05"00
- Oro al Meeting de Paris ( Parigi), 1500 m piani - 3'57"02
- Oro all'Herculis ( Monaco), 1000 m piani - 2'29"77